# Petinomys sagitta
Lo scoiattolo volante freccia (Petinomys sagitta Linnaeus, 1766) è uno scoiattolo volante endemico dell'Indonesia. Questo taxon è noto solamente a partire dall'olotipo e la sua validità è attualmente messa in discussione da alcuni studiosi, i quali ritengono che l'esemplare descritto più di duecento anni fa sia in realtà uno scoiattolo volante dai mustacchi (Petinomys genibarbis).

## Descrizione
La pelliccia dello scoiattolo volante freccia è piuttosto folta e relativamente soffice sulle regioni superiori, e fine su quelle inferiori. Le regioni superiori sono marroni e quelle inferiori sono più chiare, bianche o grigio chiaro. La coda è dello stesso colore del dorso.
Nell'aspetto generale ricorda gli altri scoiattoli volanti del Sud-est asiatico, ma si differenzia da essi per alcuni aspetti del cranio. Ha la testa larga e schiacciata, con un muso corto. La coda è appiattita come una piuma, dal momento che i peli posti ai lati sono rivolti verso l'esterno. I peli al di sotto di essa sono più corti e aderenti all'asse, ma quelli della parte superiore non sono né corti né aderenti all'asse, bensì molto folti.

## Distribuzione e habitat
Lo scoiattolo volante freccia vive solamente nelle foreste pluviali tropicali dell'isola di Giava.

## Biologia
Lo scoiattolo volante freccia è un animale notturno e arboricolo. Vive probabilmente nelle foreste, sia primarie che secondarie, di pianura, ma potrebbe spingersi anche nelle piantagioni.

## Conservazione
Lo scoiattolo volante freccia è minacciato dalla deforestazione, ma le informazioni a suo riguardo sono così poche che la IUCN lo classifica tra le specie a status indeterminato.